# 1412년

## 연호
- 명(明) 영락(永樂) 10년
- 일본(日本) 오에이(応永) 19년
- 후 쩐 왕조(後陳朝) 쭝꽝(重光) 4년

## 기년
- 명(明) 성조 영락제(成祖 永樂帝) 10년
- 조선(朝鮮) 태종(太宗) 12년
- 후 쩐 왕조(後陳朝) 중광제(重光帝) 4년

## 사건
- 경복궁의 경회루가 완공되다.

## 탄생
- 1월 6일 - 프랑스의 성녀 잔 다르크. (~1431년)

### 미상
- 조선 전기의 문신 하위지. (~1456년)
- 조선 전기의 문신 박중손. (~1466년)
- 조선의 공주, 세종의 첫째딸, 문종과 세조의 누나 정소공주. (~1424년)
- 조선의 김자행,이친(李𡩁). (~?)

## 사망
- 조선의 한성부윤(漢城府尹) 정부(鄭符). (?~)
- 조선의 문신, 장성군(長城君) 정용수(鄭龍壽). (?~)
- 조선의 칠성군(漆城君) 윤저(尹柢), 마성군(麻城君) 서익(徐益). (?~)
- 조선의 영사평부사(領司平府事) 이거이(李居易). (1348년~)
- 조선의 검교문하찬성사(檢校門下贊成事) 진을서(陳乙瑞). (?~)
- 조선의 경기도관찰사(京畿都觀察使) 전백영(全伯英).(?~)
- 조선 초기의 문신, 중추원사(中樞院使) 진충귀(陳忠貴).(?~)